# كأس العالم للسيدات 1971
كأس العالم للسيدات 1971 (بالإسبانية: 1971 Campeonato de Fútbol Femenil) كان بطولة كرة قدم لمنتخبات السيدات الوطنية نظمها اتحاد كرة القدم النسائي الأوروبي المستقل (FIEFF) في المكسيك خلال شهري أغسطس وسبتمبر 1971. أقيمت البطولة في مكسيكو سيتي وغوادالاخارا، وهي ثاني بطولة معروفة تُطلق عليها تسمية كأس العالم لكرة القدم للسيدات بعد نسخة 1970 في إيطاليا، وكانت الأولى التي تُنظم في نفس المكان بعد كأس العالم للرجال 1970 الذي أقيم في العام السابق. أقيمت هذه البطولة قبل عشرين عامًا من أول كأس عالم رسمي للسيدات تحت إشراف الفيفا.
شارك في البطولة ستة منتخبات وطنية من أمريكا اللاتينية وأوروبا، بما في ذلك البلد المضيف المكسيك، الذي تأهل تلقائيًا. توج منتخب الدنمارك بلقب البطولة، مدافعًا عن لقبه بفوزه في النهائي 3–0 ضد المكسيك، أمام حضور جماهيري بلغ 110,000 متفرج.

## الخلفية
أقيمت مباراة دولية لكرة القدم النسائية في اسكتلندا عام 1881. وشهدت الفترات اللاحقة مباريات بين فرق بريطانية وفرنسية وبلجيكية في عشرينيات القرن العشرين، وبطولة أوروبية للسيدات عام 1957. خلال هذه الفترة، كانت كرة القدم النسائية تُواجه غالبًا قيودًا أو حظرًا من قبل الاتحادات الكروية التي يهيمن عليها الرجال في العديد من البلدان. في البرازيل، كانت كرة القدم النسائية محظورة فعليًا من عام 1941 حتى 1979.
نظمت FIEFF بطولة كأس العالم للسيدات السابقة في إيطاليا عام 1970، والتي فاز بها أيضًا منتخب الدنمارك.

## التصفيات
تميزت بطولة عام 1971 بوجود خمس مجموعات تصفيات مختلفة، أربع في أوروبا وواحدة في الأمريكيتين، حيث كانت الأرجنتين الفريق الوحيد المدرج في القرعة الأولية. تأهلت إيطاليا إلى البطولة الرئيسية بعد مواجهة إنجلترا والنمسا، ولكن تم منح إنجلترا لاحقًا مقعدًا في النهائيات بعد انسحاب جميع الفرق من إحدى المجموعات الأوروبية (إسبانيا، سويسرا وألمانيا الغربية) من البطولة.
وبالمثل، تأهلت فرنسا بعد فوزها على هولندا عقب انسحاب تشيكوسلوفاكيا، وتأهلت الدنمارك تلقائيًا بعد انسحاب كل من بلجيكا والسويد. لم تُلعب جولة التصفيات في الأمريكيتين وتأهلت الأرجنتين تلقائيًا، حيث لم يستوفِ أي من الخصمين المحتملين، تشيلي وكوستاريكا، المتطلبات اللازمة لإقامة المباريات.
تم الاعتراف رسميًا ببعض مباريات التصفيات والمباريات النهائية – فعلى سبيل المثال، تصنّف الاتحاد الإيطالي لكرة القدم جميع مباريات إيطاليا عام 1971 على أنها مباريات دولية كاملة. كانت المباراة بين فرنسا وهولندا في أبريل 1971 أول مباراة دولية للسيدات معترف بها من قبل الفيفا؛ حيث أُقيمت في هازبروك أمام 1,500 متفرج. ومع ذلك، لم تكن اللاعبات من كلا الفريقين على دراية بطبيعة المباراة؛ فلم تكن اللاعبات الفرنسيات على علم بأنهن تأهلن للبطولة إلا بعد أن أخبرهن المدرب بعد المباراة، بينما اعتقد الفريق الهولندي أنه كان يخوض مباراة ودية ضد ستاد ريمس (الذي كان يضم معظم اللاعبات الفرنسيات) استعدادًا للمباراة الرسمية في مايو. قُدّمت احتجاجات من المنظمة الهولندية المسؤولة عن الفريق، لكنها لم تُؤخذ بعين الاعتبار.

## البطولة
قام رعاة البطولة، مارتيني آند روسي، بتمويل تكاليف السفر والإقامة والملابس لكل فريق. كما تم طلاء قوائم المرمى بخطوط وردية، وارتدى طاقم الملعب ملابس وردية، في محاولة لجذب اهتمام النساء والعائلات. تراوحت أسعار التذاكر بين 30 بيزو (1.15 جنيه إسترليني) و80 بيزو (3 جنيهات إسترلينية). وكانت التميمة الرسمية للبطولة هي "زوتشيتل"، "فتاة صغيرة ترتدي زي كرة القدم".
شهدت المباراة الافتتاحية للنهائيات بين المكسيك والأرجنتين (15 أغسطس) حضورًا جماهيريًا بلغ 100,000 متفرج في ملعب أزتيكا. كما حضر نحو 80,000 شخص مباراة المجموعة بين المكسيك وإنجلترا. أما نهائي كأس العالم بين المكسيك والدنمارك، فقد بلغ عدد الحضور التقديري 110,000 متفرج، وهو رقم قياسي عالمي في الرياضة النسائية. وقد تم الإبلاغ عن هذا الرقم في ذلك الوقت وأيضًا لاحقًا، كما تدعم اللقطات المتبقية هذه التقديرات. أما الرقم القياسي لحضور المباريات في ملعب أزتيكا فكان قبل ثلاث سنوات، حيث بلغ 119,853 متفرجًا في مباراة الرجال بين المكسيك والبرازيل في يوليو 1968.
تأهلت المكسيك المستضيفة إلى النهائي بعد فوزها على إيطاليا في الدور نصف النهائي. قبل يومين من النهائي، أشارت الصحافة المكسيكية إلى أن لاعبات المنتخب المكسيكي كنّ غير راضيات عن عدم تلقيهن دعمًا ماليًا للمشاركة في البطولة. هدد الفريق المكسيكي بمقاطعة النهائي، لكنه تراجع عن مطلبه بالحصول على مليوني بيزو، وأُقيمت المباراة كما كان مقررًا.
فازت الدنمارك بالبطولة بعد تغلبها على المكسيك بنتيجة 3–0 في النهائي، حيث سجلت اللاعبة البالغة من العمر 15 عامًا سوزان أوغستيسن ثلاثية (هاتريك). حظي الفريق الدنماركي الفائز باستقبال احتفالي في قاعة مدينة كوبنهاغن عند عودته من البطولة. ومع ذلك، نظرًا للطبيعة غير الرسمية للبطولة، فإنها لم تُعترف بها من قبل الاتحاد الدنماركي لكرة القدم.

## الفرق
ضمت تشكيلة إنجلترا لاعبات شابات، من بينهن ليا كالب البالغة من العمر 13 عامًا، وجيل ساييل البالغة من العمر 14 عامًا، وكريس لوكوود (لاعبة كرة قدم) البالغة من العمر 15 عامًا؛ بينما كانت كارول ويلسون (لاعبة كرة قدم)، البالغة من العمر 19 عامًا، قائدة الفريق. رافق الفريق الحكمة بات دان (حكمة) كمرافقة ومدربة.
سجلت سوزان أوغستيسن، البالغة من العمر 15 عامًا، ثلاثية (هاتريك) لصالح الدنمارك في النهائي ضد المكسيك، حيث انتهت المباراة بفوز الدنمارك 3–0. وقد تم تكريم أوغستيسن من قبل عمدة مسقط رأسها، هولبيك.
اجتمع 12 من أصل 14 لاعبة من تشكيلة إنجلترا المشاركة في البطولة لأول مرة منذ عام 1971، وذلك في يونيو 2019.

## دور المجموعات

### المجموعة 1
| المركز | الفريق    | لعب | فاز | تعادل | خسر | له | عليه | النقاط |
| ------ | --------- | --- | --- | ----- | --- | -- | ---- | ------ |
| 1      | المكسيك   | 2   | 2   | 0     | 0   | 7  | 1    | 4      |
| 2      | الأرجنتين | 2   | 1   | 0     | 1   | 5  | 4    | 2      |
| 3      | إنجلترا   | 2   | 0   | 0     | 2   | 1  | 8    | 0      |

| المكسيك                        | 3–1   | الأرجنتين   |
| ------------------------------ | ----- | ----------- |
| روبيو 21'، 54' · هيرنانديز 30' | تقرير | كاردوسو 34' |

| الأرجنتين                                | 4–1   | إنجلترا    |
| ---------------------------------------- | ----- | ---------- |
| إلبا سيلفا 7'، 31'، 34' (ركلة جزاء)، 71' | تقرير | بورتون 13' |

| المكسيك                                    | 4–0 | إنجلترا |
| ------------------------------------------ | --- | ------- |
| أغيلار 12'، 43' · هويرتا 23' · سراغوزا 49' |     |         |

### المجموعة 2
| المركز | الفريق   | لعب | فاز | تعادل | خسر | له | عليه | النقاط |
| ------ | -------- | --- | --- | ----- | --- | -- | ---- | ------ |
| 1      | الدنمارك | 2   | 1   | 1     | 0   | 4  | 1    | 3      |
| 2      | إيطاليا  | 2   | 1   | 1     | 0   | 2  | 1    | 3      |
| 3      | فرنسا    | 2   | 0   | 0     | 2   | 0  | 4    | 0      |

| الدنمارك                       | 3–0   | فرنسا |
| ------------------------------ | ----- | ----- |
| أوغستسن 7' · ل. نيلسن 32'، 67' | تقرير |       |

| فرنسا | 0–1   | إيطاليا    |
| ----- | ----- | ---------- |
|       | تقرير | سكيافو 23' |

| الدنمارك      | 1–1   | إيطاليا  |
| ------------- | ----- | -------- |
| هـ. هانسن 10' | تقرير | أفون 43' |

## مرحلة خروج المغلوب

### دور نصف نهائي
|  | نصف النهائي            | نصف النهائي            |   |                        | النهائي                | النهائي |  |
|  |                        |                        |   |                        |                        |         |  |
|  | 28 أغسطس — مكسيكو سيتي |                        |   |                        |                        |         |  |
|  | الدنمارك               | 5                      |   |                        |                        |         |  |
|  | الأرجنتين              | 0                      |   |                        |                        |         |  |
|  |                        |                        |   |                        |                        |         |  |
|  |                        |                        |   |                        | 5 سبتمبر — مكسيكو سيتي |         |  |
|  |                        |                        |   |                        | الدنمارك               | 3       |  |
|  |                        | المكسيك                | 0 |                        |                        |         |  |
|  |                        |                        |   |                        |                        |         |  |
|  |                        |                        |   |                        |                        |         |  |
|  |                        |                        |   |                        | المركز الثالث          |         |  |
|  | 29 أغسطس — مكسيكو سيتي | 29 أغسطس — مكسيكو سيتي |   | 4 سبتمبر — غوادالاخارا | 4 سبتمبر — غوادالاخارا |         |  |
|  | المكسيك                | 2                      |   | إيطاليا                | 4                      |         |  |
|  | إيطاليا                | 1                      |   |                        | الأرجنتين              | 0       |  |

### نصف النهائي
| الدنمارك                                               | 5–0   | الأرجنتين |
| ------------------------------------------------------ | ----- | --------- |
| ل. نيلسن 34'، 50'، 68' · هـ. هانسن 53' · فريدريكسن 64' | تقرير |           |

| المكسيك                                   | 2–1   | إيطاليا         |
| ----------------------------------------- | ----- | --------------- |
| هيرنانديز 7' (ركلة جزاء)، 24' (ركلة جزاء) | تقرير | كارمن فاروني 6' |

### مباراة تحديد المركز الخامس
أُقيمت مباراة تحديد المركز الخامس بين الفريقين اللذين لم يتأهلا إلى نصف النهائي.
| إنجلترا               | 2–3 | فرنسا                                               |
| --------------------- | --- | --------------------------------------------------- |
| جانيس بارتون 10'، 16' |     | أرميل بينار 12' · جوسلين هنري 22' · غيسلين روير 32' |

### مباراة تحديد المركز الثالث
| إيطاليا                                           | 4–0   | الأرجنتين |
| ------------------------------------------------- | ----- | --------- |
| إليزابيتا فينيتو 4'، 32'، 67' · إيلينا سكيافو 63' | تقرير |           |

### النهائي
| الدنمارك                     | 3–0   | المكسيك |
| ---------------------------- | ----- | ------- |
| سوزان أوغستيسن 26'، 52'، 62' | تقرير |         |

## البطولات اللاحقة
تبع هذه البطولة سلسلة من بطولات موندياليتو خلال الثمانينيات، التي أُقيمت في الغالب في إيطاليا، ثم بطولة دعوة الفيفا لكرة القدم النسائية في الصين عام 1988، قبل إقامة أول بطولة لكأس العالم لكرة القدم للسيدات التابعة للفيفا في الصين عام 1991.

## ما بعد البطولة
في عام 2023، صدرت عدة أفلام وثائقية عن بطولة عام 1971:
في المكسيك، صدر فيلم Tan cerca de las nubes، من إخراج مانويل كانيبي، والذي يتناول منتخب البلاد الذي شارك في بطولة عام 1970 في إيطاليا، بالإضافة إلى بطولة 1971.
في الأرجنتين، صدر فيلم México 71، من إخراج كارولينا جيل سولاري وكارولينا إم. فرنانديز، والذي يسلط الضوء على تجربة المنتخب الأرجنتيني خلال البطولة.
في المملكة المتحدة، صدر فيلم Copa 71، من إخراج راشيل رامزي وجيمس إرسكين.

## روابط خارجية
- Tan cerca de las nubes  في قاعدة بيانات الأفلام على الإنترنت (بالإنجليزية)
- México 71 - Tráiler على يوتيوب
- Copa 71  في قاعدة بيانات الأفلام على الإنترنت (بالإنجليزية)